# Sarria
Sarria település Spanyolországban, Lugo tartományban. Sarria O Páramo, Láncara, Samos, O Incio és Paradela községekkel határos. Lakosainak száma 13 459 fő (2024).

## Közlekedés
A Pontferrada felől Lugo város felé haladó N-VI sz. országos közútról, illetve a vele párhuzamosan haladó A6-os autópályáról Pedrafita do Cebreiro településnél leváló - főleg gyalogosforgalmú, a tulajdonképpeni El Camino zarándokút halad át az 1337 tszf. magasságban levő Alto do Poio-hágó-n, érinti a hajdani zarándokkórházat (Hospital) és továbbhalad Triacastela, Sarria, Melide, Burres érintésével Santiago felé. A zarándokút itt keresztezi az 546. sz. Lugo - Monforte irányú közutat.

## Népesség
A település népessége az elmúlt években az alábbi módon változott:
| Lakosok száma | 13 084 | 13 132 | 13 422 | 13 508 | 13 524 | 13 504 | 13 359 | 13 330 | 13 214 | 13 459 |
|               | 2001   | 2004   | 2007   | 2009   | 2012   | 2014   | 2017   | 2019   | 2022   | 2024   |